# Palmarola
Palmarola è un'isola situata nell'arcipelago delle Isole Ponziane, nel Mar Tirreno.

## Origini del nome
L'isola deve il suo nome alla grande diffusione sul suo territorio della palma nana.

## Geografia
Si trova a circa 10 km ad ovest di Ponza ed è la terza isola per grandezza dell'arcipelago, dopo Ponza e Ventotene. Chiamata anche «la Forcina» per la sua forma, prende in realtà il nome dalla palma nana, unica palma originaria dell'Europa, che cresce selvatica sulla sua superficie. L'isola era nota in antichità col nome Palmaria.
Come le altre Isole Ponziane è di natura vulcanica, con colate laviche, domi e brecce di natura riolitica di età compresa tra 4,2 e 1 milioni di anni, con la fase eruttiva principale datata a circa 1,6 milioni di anni; sono presenti significativi giacimenti di ossidiana.
I rilievi formano tre cime principali: Monte Guarnieri, Monte Tramontana e Monte Radica. Le due estremità dell’isola sono date dalle punte di Tramontana e di Mezzogiorno.

### Scogli
Alcuni scogli presenti lungo la costa dell'isola:
- Faraglione di Mezzogiorno
- I Piatti
- San Silverio
- Scoglio Cappello
- Scoglio Forcina
- Le Galere
- Scoglio Pallante
- Scoglio Scuncillo
- Scoglio Suvace

## Storia
L'isola era molto frequentata nel Neolitico e nell'Eneolitico da tribù dedite al commercio di ossidiana, che introducevano nel continente. Sono stati ritrovati resti di ceramica e alcuni oggetti di ossidiana lavorati di età eneolitica.
A Palmarola fu esiliato e morì papa Silverio, Santo patrono del comune di Ponza che viene festeggiato il 20 giugno. Lo scoglio di San Silverio accoglie sulla sua sommità una piccola cappella che la tradizione popolare narra sia sorta sui resti della forzata residenza del Santo.
Abitata solo nel periodo estivo, diventa luogo di ritiro per i ponzesi che si rifugiano nelle case grotta, tipiche abitazioni scavate nella roccia di Palmarola.

L'abitudine di rifugiarsi nelle case-grotte è molto antica ed affonda le sue radici nella necessità di sfuggire ai pirati, durante il secolo XVIII. In un testo dell'Accademia Pontaniana è ricordato che: 
(Andreas Eichholzer, 1855)

## Protezione
L'isola è un Sito di interesse comunitario (SIC), ha un aspetto selvaggio e falesie che rappresentano un unicum geologico.

## Fauna
Una lucertola, Podarcis siculus palmarolae è un endemismo ristretto dell'isola.
La "Secca di Mezzogiorno", a circa un miglio dall'isola, sale dal fondale da 80 a 40 metri, ricoperta di gorgonie rosse e abitata da aragoste, cernie e murene.
Nel SIC sono segnalate queste specie:
- calandro (Anthus campestris);
- rondone maggiore (Tachymarptis melba);
- calandrella (Calandrella brachydactyla);
- berta maggiore (Calonectris diomedea);
- succiacapre (Caprimulgus europaeus);
- falco pellegrino (Falco peregrinus);
- marangone dal ciuffo (Phalacrocorax aristotelis desmarestii );
- berta minore mediterranea (Puffinus yelkouan).

## Flora
Nel SIC sono segnalate queste specie:
- Adonis microcarpa
- Asplenium balearicum
- Asplenium obovatum
- Chamaerops humilis
- Fumaria densiflora
- Galium verrucosum
- Limonium pontium
- Phagnalon saxatile
- Polypogon maritimus subspathaceus
- Simethis planifolia
- Spergularia bocconii
- Drimia maritima
- Posidonia oceanica